# أوموتنينسك
اوموتنينسك (بالروسية: Омутнинск) هي إحدى مدن روسيا في الكيان الفدرالي الروسي كيروف أوبلاست.